# أولاد عزوز (بوسكورة)
أولاد عزوز هي إحدى مشيخات المملكة المغربية، تتبع جغرافيا لإقليم النواصر وإداريًا لبوسكورة. يقدر عدد سكانها بـ 13020 نسمة حسب الإحصاء الرسمي للسكان والسكنى لسنة 2004.